# 遵义市第一中学
遵义市第一中学是中華人民共和國贵州省遵义市一所省级示范性普通高中。学校始建于1938年，其前身为豫章玉锡、城成等3所私立中学。中國抗日戰爭時期，浙江大學搬遷到遵義時曾在這些學校開設圖書館並派人來學校任教。1951年春，三校合并为贵州省遵义市第一中学。蹇先艾曾在該校任教。1980年由贵州省人民政府批准確立为首批贵州省属重点中学。